# 1944 у літературі

## Нагороди
- Нобелівську премію з літератури отримав данський письменник Йоганнес Вільгельм Єнсен.

## Народились
- 24 січня — Девід Герролд, американський письменник-фантаст, сценарист.
- 26 січня — Степан Пушик, український письменник, казкар, літературознавець, фольклорист, журналіст, громадсько-культурний і політичний діяч, професор.
- 10 лютого — Вернон Віндж, американський письменник-фантаст, математик.
- 8 травня — Геннадій Щипківський, український поет, прозаїк.
- 18 травня — Віндфрід Георг Максиміліан Зебальд, німецький поет, прозаїк, ессеїст (помер у 2001 році).
- 6 червня — Лаймонас Тапінас, литовський ессеїст, прозаїк, журналіст.
- 16 вересня — Алев Алатли, турецька колумністка, авторка бестселерів, психолінгвістка.
- 16 жовтня — Пол Деркан, ірландський поет.

### Померли
- 3 січня — Юргіс Балтрушайтіс, російський та литовський поет (народився у 1873).
- 23 січня — Віктор Гусєв, російський письменник (народився у 1909)
- 5 квітня — Ліпа (Ліпе) Рєзник, єврейський письменник, поет, драматург, перекладач (народився у 1890)
- 22 червня — Петро Лідов, український і російський письменник, редактор, журналіст, військовий кореспондент (народився у 1906)
- 1 липня — Джоомарт Боконбаєв, киргизький письменник (народився у 1910)
- 20 липня — Барон Боцієв осетинський письменник (народився у 1901)
- 22 липня — Олександр Олесь, український письменник, поет, драматург (народився у 1878)
- 31 липня — Антуан де Сент-Екзюпері, французький письменник (народився у 1900)
- 25 серпня — Муса Джаліль, татарський радянський поет (народився у 1906)
- 24 жовтня — Ґвюдмюндюр Фрідйоунссон, ісландський поет і письменник.
- 21 листопада — Жорж Моріс Палеолог, французький письменник, політик, дипломат (народився у 1859)
- 27 листопада — Теодор Буйницький, польський поет, журналіст (народився у 1907)
- 20 грудня — Мойсей Аронський, єврейський письменник (народився у 1898)
- 30 грудня — Ромен Роллан, французький письменник, мистецтвознавець, лауреат Нобелівської премії в галузі літератури (народився у 1866)

### Дата смерті невідома
- Василь Ткачук, український письменник-самоук, літературної групи «12» (народився у 1916)
- Баатр Басангов, калмицький письменник (народився у 1911)

## Нові книжки
- Веніамін Каверін роман «Два капітани»
- Маргарет Лендон роман «Анна і король Сіаму»
- Анатолій Калінін роман «На півдні»
- Агата Крісті роман «Блискучий ціанід»
- Агата Крісті роман «Смерть приходить наприкінці»
- Агата Крісті роман «Година нуль»
- Фрідріх Вольф п’єса «Повернення синів»
- Фрідріх Вольф п’єса «Доктор Лілі Ваннер»
- Еміліан Буков збірка віршів «Весна на Дністрі»
- Олексій Сурков збірка віршів «Фронтовий зошит»